# Jacinda Ardern
Jacinda Kate Laurell Ardern (Hamilton, 26 de julio de 1980) es una política neozelandesa. Fue primera ministra de Nueva Zelanda de 2017 a 2023 y líder del Partido Laborista durante ese periodo. Fue elegida por primera vez como parlamentaria en las elecciones generales de 2008 y ha sido diputada para Mount Albert desde marzo de 2017. Al momento de asumir su cargo en 2017, era la jefa de gobierno más joven del mundo con 37 años.

## Biografía

### Primeros años y educación
Ardern nació en Hamilton, Nueva Zelanda, hija de Ross Ardern, oficial de policía y diplomático, y Laurell Ardern, trabajadora de cantina escolar. Creció en Morrinsville y Murupara, pequeñas localidades rurales en la Isla Norte. Asistió a la Morrinsville College, donde fue representante estudiantil.
Estudió en la Universidad de Waikato y se graduó con una licenciatura en Comunicación en 2001. Durante sus años universitarios se involucró en política, uniéndose al Partido Laborista a los 17 años.

### Carrera política
Tras graduarse, trabajó como investigadora en las oficinas de varios ministros laboristas en Wellington y más tarde en Londres, donde fue asesora de políticas para Tony Blair en el gabinete del Reino Unido. También trabajó brevemente para el Departamento de Desarrollo Internacional en temas de empleo juvenil. En 2008 fue elegida presidenta de la Unión Internacional de Juventudes Socialistas.

#### Carrera parlamentaria
Ardern se presentó a las elecciones generales de 2008 como candidata en el distrito electoral de Waikato, donde perdió, pero entró al Parlamento como diputada por lista proporcional del Partido Laborista. Fue reelegida como diputada por lista en 2011 y 2014. En 2017 ganó el escaño de Mount Albert en una elección parcial, reemplazando a David Shearer manteniéndolo en las elecciones de 2020 y siendo sucedida por Helen White en 2023.

#### Liderazgo del Partido Laborista
En agosto de 2017, con apenas dos meses antes de las elecciones generales, Ardern fue elegida líder del Partido Laborista tras la renuncia de Andrew Little. Su ascenso inmediato impulsó las encuestas del partido en lo que se llamó el «Jacindamanía», revitalizando la campaña laborista. En las elecciones de septiembre de 2017, aunque el Partido Nacional obtuvo más votos, ningún partido logró mayoría, y Ardern formó un gobierno de coalición con el partido Nueva Zelanda Primero y apoyo del Partido Verde.

#### Primera ministra
Ardern asumió como primera ministra el 26 de octubre de 2017. Su primer mandato se centró en combatir la pobreza infantil, la crisis de vivienda y la desigualdad, además de fijar la meta de convertir a Nueva Zelanda en carbono neutral para 2050.
Su liderazgo fue ampliamente reconocido tras los atentados en las mezquitas de Christchurch en marzo de 2019, donde enfatizó la unidad nacional y promovió una rápida reforma de las leyes de armas. También enfrentó la erupción del volcán Whakaari ese mismo año.
Durante la pandemia de COVID-19, implementó medidas estrictas de confinamiento y cierre de fronteras, que inicialmente lograron mantener bajos los niveles de contagio y mortalidad, aunque generaron debate sobre su impacto económico y social.
En las elecciones generales de 2020, Ardern condujo al Partido Laborista a una victoria histórica con mayoría absoluta (65 de 120 escaños). En su segundo mandato, su gobierno abordó reformas en salud, vivienda y relaciones con la población maorí, aunque también enfrentó crecientes críticas por el aumento del costo de vida y la criminalidad.
El 19 de enero del 2023 anunció su renuncia al cargo, que ocupará hasta el 7 de febrero. Ese día llamará a elecciones que estarán programadas para inicios de octubre de este año. Adujo la falta de energía para continuar desempeñando las funciones como primera ministra tras años muy duros y también su intención de pasar tiempo en la crianza de su hija y a su familia. En su discurso de renuncia defendió su forma diferente de estar y hacer política, más humana, empática  y cercana a la ciudadanía. Fue sucedida por Chris Hipkins.

## Vida personal
Desde 2013 está en pareja con Clarke Gayford, presentador de televisión. En junio de 2018 dio a luz a su hija, convirtiéndose en la segunda jefa de gobierno electa en funciones en tener un hijo durante su mandato, después de Benazir Bhutto. Vive en Auckland.

## Posiciones políticas
Ideológicamente, Ardern se describe a sí misma como una socialdemócrata, progresista, republicana y feminista. Sobre cuestiones culturales, Ardern es partidaria del matrimonio entre personas del mismo sexo, habiendo votado a favor del proyecto de ley de matrimonio igualitario en 2013, y apoya la liberalización de las leyes sobre el aborto.

## Resultados electorales
|  | 22.93 % |

|  | 33.99 % |

|  | 43.23 % |

|  | 27.48 % |

|  | 43.63 % |

|  | 25.13 % |

|  | 63.91 % |

|  | 36.89 % |

|  | 70.72 % |

|  | 50.01 % |